# Drowned World/Substitute for Love
"Drowned World/Substitute for Love" är en låt framförd av den amerikanska popartisten Madonna, utgiven som den tredje singeln från hennes sjunde studioalbum Ray of Light den 24 augusti 1998. Låten skrevs av Madonna, William Orbit, Rod McKuen, Anita Kerr och David Collins, och producerades av Madonna och William Orbit. Olika demoinspelningar av denna låt har cirkulerat på internet under namnet "No Substitute for Love".